# يوجين فون بوم-بافيرك
أَوْغَن رِيتَر فُون بُوم بَاوَرك ولد باسم أَوْغَن بُوم في (بالألمانية: Eugen Ritter von Böhm-Bawerk، تُلفظ بالألمانية: [bøːm ˈbaːvɛʁk] 12 فبراير 1851 – 27 أغسطس 1914)، كان عالم اقتصاد نمساويا قام بالعديد من المساهمات الهامة في تطوير المدرسة النمساوية للاقتصاد والاقتصاديات التقليدية المحدثة. شغل منصب وزير المالية النمساوي في فترات متقطعة بين 1895 و 1904. كما كتب سلسلة من الانتقادات المكثفة عن الماركسية.

## سيرته الذاتية
في أثناء دراسته ليصبح محاميًا في جامعة فِيَنة، قرأ بوم باورك كتاب كارل منغر مبادئ الاقتصاد، وأصبح متمسكًّا بنظرياته رغم أنه لم يكن من طلابه. رأى يوسف شمبيتر في بوم باورك أنه كان «تلميذًا متحمسًا لمنغر، ويكاد يكون من الصعب البحث عن مصدر تأثير آخر له». أثناء دراسته في جامعة فيينا أصبح صديقًا مقربًا لفريدريش فون فيزر، الذي أصبح فيما بعد نسيبه (صهره). بعد دراسته في جامعة فيينا درس الاقتصاد السياسي، والعلوم الاجتماعية في جامعات هيدلبرج، ولايبتزغ، وينا، تحت إشراف كارل نيز، وفيلهلم روشر، وبرونو هلدبرند.
بعد إنهاء دراسته في عام 1872، عمل في وزارة المالية النمساوية شاغلًا عدة مناصب حتى عام 1880، إلى أصبح مؤهلًا ليكون محاضرًا جامعيًا للاقتصاد السياسي في جامعة فيينا. على أي حال، في العام التالي، نقل خدماته إلى جامعة إنسبروك، حيث بقي هناك حتى عام 1889، وأصبح أستاذًا جامعيًا في عام 1884. خلال هذا الوقت، نشر أول مجلدين من ثلاثة مجلدات من رائعته، رأس المال والفائدة.
في عام 1889، أصبح بوم باورك مستشارًا في وزارة المالية في فيينا ومثّل الحكومة في المجلس الأدنى في جميع المسائل الضريبية. كما صاغ اقتراح لإصلاح الضرائب المباشرة. في ذلك الوقت، فرض النظام النمساوي ضرائب كبيرة على الإنتاج، خاصةً في وقت الحرب، ما شكل عائق أمام المستثمرين. دعا اقتراح بوم باورك  إلى ضريبة دخل حديثة، وسرعان ما تلقى الموافقة على التنفيذ وقُوبل بالنجاح في السنوات القليلة المقبلة.
أصبح بعد ذلك بوم باورك وزير المالية النمساوي عام 1895. بعد فترة، عُين للمرة الثالثة في هذا المنصب، حيث شغله من عام 1900 إلى عام 1904. هناك كافح باستمرار من أجل الحفاظ على نظام الذهب الدولي ثابت قانونًا، ومع الحفاظ على ثبات الميزانية. في عام 1902، ألغى معونات السكر، التي كانت سمة من سمات الاقتصاد النمساوي لما يقارب قرنين من الزمان. استقال أخيرًا في عام 1904، عندما هددت المطالب المالية المتزايدة من الجيش بعدم توازن الميزانية. انتقد المؤرخ الاقتصادي ألكسندر جيرشنكرون «سياساته الشحيحة»، وانتقد عدم رغبة بوم باورك في الإنفاق بشكل كبير على الأشغال العامة. وأشاد جوزيف شومبيتر بجهوده في حفاظه على «الاستقرار المالي للبلاد». ظهرت صورته على الأوراق النقدية فئة مئة شلن من عام 1984 حتى طرح اليورو في عام 2002.
في عام 1897، أصبح بوم باورك سفيرًا للقيصرية الألمانية. في عام 1899، ترقى إلى المجلس الأعلى (مجلس اللوردات). في عام 1907 أصبح نائبًا للرئيس وفي عام 1911 رئيسًا لأكاديمية العلوم.
كتب انتقادات مكثفة لاقتصاد كارل ماركس في ثمانينيات وتسعينيات القرن التاسع عشر، وحضر ندوته عام 1905 – 1906 عدد من الماركسيين البارزين، بمن فيهم رودلف هلفردين. عاد إلى التدريس في عام 1904، مع حصوله على كرسي في جامعة فيينا. كان من بين طلابه يوسف شمبيتر، ولودفيج فون ميزس، وهنريك غروسمان. توفي عام 1914.

قال عنه جورج ريسمان أنه ثاني أهم اقتصادي نمساوي بعد لودفيج فون ميزس، وأضاف:
بالنسبة لي أعتقد أنه من المعقول أن ميزس وصف بوم باورك بأنه أهم اقتصادي نمساوي.

## وصلات خارجية
- يوجين فون بوم-بافيرك على مشروع الدليل المفتوح
- أعمال أو نبذة عن يوجين فون بوم-بافيرك على أرشيف الإنترنت
- أعمال يوجين فون بوم-بافيرك في ليبري فوكس